# قرار مجلس الأمن التابع للأمم المتحدة رقم 1367
قرار مجلس الأمن التابع للأمم المتحدة رقم 1367، المتخذ بالإجماع في 10 أيلول / سبتمبر 2001، بعد التذكير بالقرارات 1160 (1998) و1199 (1998) و1203 (1998) وإعادة تأكيد القرارين 1244 (1999) و1345 (2001) على وجه الخصوص، أنهى المجلس حظر توريد الأسلحة إلى جمهورية يوغوسلافيا الاتحادية (صربيا والجبل الأسود) بعد أن استوفت مطالب المجلس بالانسحاب من كوسوفو والسماح ببدء حوار سياسي.
وأشار مجلس الأمن أن المطالب الواردة في القرار 1160 قد تم تلبيتها واعترف كذلك بالوضع الأمني الصعب على طول الحدود الإدارية لكوسوفو وجمهورية يوغوسلافيا الاتحادية. وسيستمر منع الأسلحة والذخيرة من دخول كوسوفو. صرح الأمين العام كوفي عنان أن جمهورية يوغوسلافيا الاتحادية سمحت للمنظمات الإنسانية ومفوض الأمم المتحدة السامي لحقوق الإنسان بالوصول إلى كوسوفو.
وبموجب الفصل السابع من ميثاق الأمم المتحدة، أنهى المجلس حظر الأسلحة وحل لجنة مجلس الأمن المكلفة بمراقبة العقوبات.

## روابط خارجية
- نص القرار في undocs.org